# Kamenný Most (Kladnói járás)
Kamenný Most település Csehországban, a Kladnói járásban. Kamenný Most Neuměřice, Velvary, Žižice, Zvoleněves és Slatina településekkel határos. Lakosainak száma 410 fő (2024. január 1.).

## Népesség
A település lakosságának változását az alábbi diagram mutatja:
| Lakosok száma | 381  | 526  | 513  | 515  | 451  | 377  | 433  | 427  | 415  | 410  |
|               | 1869 | 1890 | 1921 | 1950 | 1980 | 2001 | 2017 | 2019 | 2022 | 2024 |